# Tora Tora Tora (álbum)
Tora Tora Tora es un lanzamiento especial en formato EP de la banda Melvins. Este fue publicado entre Stoner Witch y Stag. Es una crónica de las experiencias de la banda en varios de sus viajes por los escenarios, muestra como tratan con los fanáticos de las bandas más grandes que se encontraba de gira con ellos.

## Lista de canciones
| N.º | Título                                            | Duración |  |
| 1.  | «Revolve»                                         |          |  |
| 2.  | «Skweetis with Teeth White Zombie Ad»             |          |  |
| 3.  | «Night Goat/Specimen»                             |          |  |
| 4.  | «Specimen/Concert Warning»                        |          |  |
| 5.  | «KISW Interview/Hooch/Queen»                      |          |  |
| 6.  | «Johnny Reno Gunfighter/Oven/Goose Freight Train» |          |  |
| 7.  | «Goggles/Sweet Willy Rollbar»                     |          |  |
| 8.  | «Radio Interview/Roadbull»                        |          |  |

## Personal
así está escrito en el paquete
- Dale "Shakes" (Batidos) Crover - Batería, coros, guantes
- Mark "Grumpy Cowboy" (Vaquero Gruñón) Deutrom - Bajo, coros, sombreros
- King "Asholes Edward" (Edward el Cabrón) Buzzo - Guitarra, voz, Ropas Sucias

http://www.discogs.com/Melvins-Tora-Tora-Tora-Tour/release/2427643